# Océane Michelon
Océane Michelon (Chambéry, 4 de marzo de 2002) es una deportista francesa que compite en biatlón.
Ganó dos medallas en el Campeonato Mundial de Biatlón de 2025 y dos medallas en el Campeonato Europeo de Biatlón de 2024.

## Palmarés internacional
| Campeonato Mundial | Campeonato Mundial   | Campeonato Mundial | Campeonato Mundial |
| Año                | Lugar                | Medalla            | Prueba             |
| ------------------ | -------------------- | ------------------ | ------------------ |
| 2025               | Lenzerheide (Suiza)  | Medalla de oro     | Relevo             |
| 2025               | Lenzerheide (Suiza)  | Medalla de plata   | Salida en grupo    |
| Campeonato Europeo |                      |                    |                    |
| Año                | Lugar                | Medalla            | Prueba             |
| 2024               | Osrblie (Eslovaquia) | Medalla de plata   | Relevo mixto       |
| 2024               | Osrblie (Eslovaquia) | Medalla de bronce  | Persecución        |